# فارس ونجود
مسلسل لبناني قديم أوائل السبعينات عام 1974 من بطولة سميرة توفيق ومحمود سعيد (ممثل) ونبيل المشيني ومحموعة من الممثلين اللبنانيين.